# Daniel Vachey
Pour les articles homonymes, voir Vachey.
Daniel Marius Vachey, né à Paris le 16 juin 1904 et mort à Lorient le 27 avril 1991,) est un horloger français de Port-Louis (Morbihan). 
Il est l'auteur d'une horloge astronomique miniature, partiellement inspirée par l'horloge astronomique de Strasbourg.

## Biographie
Vachey a fait son apprentissage à l'école d'horlogerie d'Anet où il s'est inscrit en 1925. Il finit son apprentissage en 1928. Il était un élève de Gabriel Moreau.
En 1930, il se marie avec Flora Le Franc (née vers 1908), aussi ancienne élève de l'école d'Anet.

## L'horloge astronomique

### Fonctions
L'horloge astronomique a été construite entre 1938 et 1967. Elle comporte diverses indications :
- une partie centrale avec le mouvement et le carillon, ainsi que le cadran des fêtes mobiles, les moteurs du chant du coq et du bal breton
- la partie supérieure centrale indique les phases de la lune, un tableau animé des marées, des moines et la mort sonnant les quarts et les heures, le bal breton, Sainte-Anne d'Auray et le coq chantant
- la partie gauche regroupe les indications du calendrier et notamment le comput basé sur celui de la cathédrale de Strasbourg ; un autre mécanisme reprenant celui de Strasbourg est le comput de Klinghammer ; on pourra aussi comparer avec l'horloge astronomique de Chauvin, qui comporte une version simplifiée du comput, sans la détermination de Pâques ;
- la partie de droite indique le mouvement apparent de la lune, la position de la Terre autour du soleil, le lever et le coucher du soleil, la carte stellaire, l'équation du temps et le planétaire.

L'énergie est fournie par des ressorts pouvant être remonté électriquement.

### Restauration
L'horloge est restée propriété des héritiers de Daniel Vachey jusqu'en 2001. En 2001, elle a été mise en vente à Drouot, mais n'a pas trouvé d'acquéreur. Elle a ensuite été acquise directement chez les héritiers par le musée international d'horlogerie à La Chaux-de-Fonds, en même temps que les papiers laissés par Vachey.
L'horloge a été restaurée par Peter Verhoeven approximativement entre 2005 et 2009. Une documentation détaillée est parue en 2010 notamment.
La restauration a pu se faire grâce à un mécénat associé à une nouvelle montre imaginée par Ludwig Oechslin, le conservateur du musée.

## Autres réalisations
Vers 1928, Vachey a réalisé un modèle d'échappement pour le concours Lépine de 1929 où il a obtenu la médaille d'or. 